# 私とこわれた吸血鬼
『私とこわれた吸血鬼』（わたしとこわれたきゅうけつき）は、厘のミキによる日本の漫画作品。『Palcy』（講談社）にて2020年8月26日より2024年12月4日にかけて連載。

## あらすじ
山景樹は子供のころ、ネグレクトで餓死しかけていたところを王子様みたいな少年・ようちゃんに救われた。ようちゃんに「僕のお姫様になってほしい」と言われた樹は了承したが、ようちゃんの引っ越しにより疎遠になってしまった。その後、樹が中学生の時に両親が蒸発してしまい、妹と弟の面倒を見ることになる。
家のローンを返済するために働きながら大学に通い、家のことをこなしていた樹は、弟の面倒事に巻き込まれた挙句、事件によって血まみれで死にかけていたところをようちゃんに助けられる。再会したようちゃんの正体は吸血鬼で、会えなくなった原因が吸血鬼の血が老いの妙薬となるため、屋敷の地下で拘束し血抜きされ続けてきたからだと知った樹。アルバイト先の家政婦紹介所から正規の依頼として、ようちゃんを社会復帰させる仕事を受ける。依頼者からようちゃんに自分の血を与えると執着し、与え続けると依存が深まるため、与えないよう忠告される。一度は「私にはどうすることもできない」と考えた樹だが、弟妹との確執を痛感していたこともあり、ようちゃんに関わっていく。

## 登場人物
声は、PVの担当声優。
山景 樹（やまかげ いつき）
本作の主人公兼ヒロイン。大学生。極めて内向的な性格をした女性であり、物心ついた頃から両親にネグレクトを受けながら育ったため、はじめて目を合わせてくれたようちゃんを忘れられずにいた。ネグレクトの後遺症により自己肯定感が低く、常に愛情に飢えている。双子の弟妹は現在の父の連れ子のため、血が繋がっておらず、互いの確執の起因になっている。
複数のアルバイトをしていたが、ようちゃんとの再会を機に家政婦のアルバイトに固定している。その後、蒸発していた母と再会するが、家族との確執が深刻化するようになり、ようちゃんとの関係に依存していく。
雨森 夜毎（あめもり よごと） / ようちゃん
声 - 斉藤壮馬
本作のキーマン。吸血鬼。稀に吸血鬼が生まれるという雨森一族の末裔で、完全に不死身ではないが、唾液で傷口を塞ぐ程度なら可能。その特異体質に目をつけた親族によって長年地下で拘束された上、執拗に虐待を受けていた。これが原因で常識性とモラルが欠落してしまい、精神的にも支障が出ている。血液を食事としている。樹より2歳年下である。
樹との再会を果たして以来、彼女に執着するようになる。
藤（ふじ）
樹の弟。桜とは双子。高校生で、反抗期を拗らせた不良男子。
桜（さくら）
樹の妹。藤とは双子。高校生で、ギャル系の少女。

## 書誌情報
- 厘のミキ『私とこわれた吸血鬼』講談社〈KCデラックス〉、全10巻
  1. 2020年12月11日発売[4][5]、ISBN 978-4-06-521612-5
  2. 2021年5月13日発売[6]、ISBN 978-4-06-523358-0
  3. 2021年10月13日発売[7]、ISBN 978-4-06-525107-2
  4. 2022年4月13日発売[8]、ISBN 978-4-06-527427-9
  5. 2022年9月13日発売[9]、ISBN 978-4-06-529167-2
  6. 2023年3月13日発売[10]、ISBN 978-4-06-531031-1
  7. 2023年9月13日発売[11]、ISBN 978-4-06-533045-6
  8. 2024年3月13日発売[12]、ISBN 978-4-06-534643-3
  9. 2024年9月12日発売[13]、ISBN 978-4-06-536860-2
  10. 2025年2月13日発売[14]、ISBN 978-4-06-538498-5